# 小喬治·華盛頓·蓋爾·費里斯
小喬治·華盛頓·蓋爾·費里斯（George Washington Gale Ferris, Jr.；1859年2月14日—1896年11月22日），美國工程師。他在1893年為芝加哥哥倫布紀念博覽會設計出世界上最早的摩天輪。此摩天輪高度約80.4米（264英尺），重2200噸，可乘坐2160人。

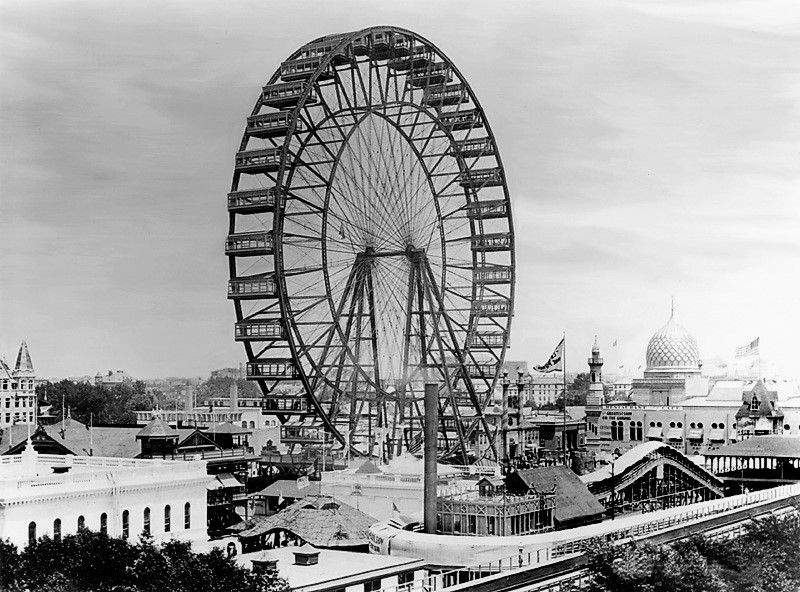
1893年在芝加哥發源的摩天輪

## 資料
- Inventor of the Week （页面存档备份，存于）
- Ferris on the RPI Hall of Fame
- NNDB "George Ferris" （页面存档备份，存于）